# Stantonsburg
Stantonsburg est une ville américaine située dans le comté de Wilson dans l'État de Caroline du Nord. En 2010, sa population était de 784 habitants.

## Démographie
| 1880 | 1910 | 1920 | 1930 | 1940 | 1950 |
| ---- | ---- | ---- | ---- | ---- | ---- |
| 72   | 204  | 424  | 607  | 595  | 627  |

| 1960 | 1970 | 1980 | 1990 | 2000 | 2010 |
| ---- | ---- | ---- | ---- | ---- | ---- |
| 897  | 869  | 920  | 782  | 726  | 784  |

## Source de la traduction
- (en) Cet article est partiellement ou en totalité issu de l’article de Wikipédia en anglais intitulé « Stantonsburg, North Carolina » (voir la liste des auteurs).